# آلنا (مین)
النا، ماین (به انگلیسی: Alna, Maine) یک منطقهٔ مسکونی در ایالات متحده آمریکا است که در شهرستان لینکولن واقع شده‌است.

## خصوصیات
النا ۵۵٫۲۲ کیلومترمربع مساحت و ۷۰۹ نفر جمعیت دارد و ۳۹ متر بالاتر از سطح دریا واقع شده‌است.